# Ernst Ottensamer
Ernst Ottensamer (* 5. Oktober 1955 in Wallern an der Trattnach, Oberösterreich; † 22. Juli 2017) war ein österreichischer Klarinettist.

## Leben
Ernst Ottensamer studierte an der Universität für Musik und darstellende Kunst Wien und absolvierte sein Abschlussdiplom mit Auszeichnung. 1979 wurde er als Klarinettist bei den Wiener Philharmonikern und im Orchester der Wiener Staatsoper engagiert. Seit 1983 hatte er dort die Position des Soloklarinettisten inne.
Im Jahr 2000 erhielt er eine Professur an der Universität für Musik in Wien, an der er seit 1986 als Lehrender tätig war.
Ottensamers künstlerischer Werdegang zeichnete sich durch eine umfangreiche kammermusikalische und solistische Tätigkeit aus. So gründete er mehrere Kammermusikensembles, unter anderem die Wiener Virtuosen, die sich aus Solisten der Wiener Philharmoniker zusammensetzen, das Wiener Bläserensemble und das Wiener Solisten Trio. Solokonzerte gab er unter anderem mit dem Wiener Kammerorchester, der Haydn Sinfonietta Wien, den Budapester Philharmonikern, dem Mozarteum-Orchester Salzburg, dem Bruckner Orchester Linz, dem Tokyo Philharmonic Orchestra und New Japan Philharmonic.
Daniel und Andreas Ottensamer, die ebenfalls Klarinettisten sind, sind die Söhne von Ernst Ottensamer. Gemeinsam traten sie als Klarinettentrio The Clarinotts auf und waren in dieser Formation unter anderem im Pausenfilm des Neujahrskonzertes der Wiener Philharmoniker 2016 zu sehen. Der Komponist Iván Eröd widmete ihnen das dreisätzige Tripelkonzert für drei Klarinetten und Orchester op. 92, welches im Jänner 2016 mit den Wiener Philharmonikern uraufgeführt wurde.
Ernst Ottensamer starb im Juli 2017 im Alter von 61 Jahren an den Folgen eines Herzinfarktes.

## Sonstiges
Ottensamer war auch Mitglied des Philharmonischen Fußballklubs Wien FK-WPH.